# Нормативный правовой акт
Нормати́вный правово́й акт — официальный документ установленной формы, принятый в пределах компетенции уполномоченного государственного органа (должностного лица), иных социальных структур (муниципальных органов, профсоюзов, акционерных обществ, товариществ и т. д.) или путём референдума с соблюдением установленной законодательством процедуры, содержащий общеобязательные правила поведения, рассчитанные на неопределённый круг лиц и неоднократное применение.
Определение, данное в Постановлении Пленума Верховного суда РФ от 25 декабря 2018 № 50 «О практике рассмотрения судами дел об оспаривании нормативных правовых актов и актов, содержащих разъяснения законодательства и обладающих нормативными свойствами», характеризует нормативный правовой акт следующими признаками: издание его в установленном порядке управомоченным органом государственной власти, органом местного самоуправления, иным органом, уполномоченной организацией или должностным лицом, наличие в нём правовых норм (правил поведения), обязательных для неопределённого круга лиц, рассчитанных на неоднократное применение, направленных на урегулирование общественных отношений либо на изменение или прекращение существующих правоотношений.
Нормативный правовой акт — это акт правотворчества, который принимается в особом порядке строго определёнными субъектами и содержит норму права. Норма права — это общеобязательное, формально определённое правило поведения, гарантируемое государством, отражающее уровень свободы граждан и организаций, выступающее регулятором общественных отношений.
Нормативный правовой акт в Российской Федерации (а также во многих других странах с романо-германской правовой системой) является основным, доминирующим источником права. Нормативные правовые акты (в отличие от других источников права) принимаются только уполномоченными государственными органами в пределах их компетенции, имеют определённый вид и облекаются в документальную форму (кроме того, они составляются по правилам юридической техники). Нормативные правовые акты, действующие в стране, образуют единую систему. Высшим нормативным правовым актом в России считается Конституция Российской Федерации.
Согласно Конституции Российской Федерации, нормативные правовые акты вступают в силу только после публикации. Государственные документы публикуются в «Российской газете». Они выставлены в хронологическом порядке в специальном разделе сайта.
По порядку принятия и юридической силе нормативные правовые акты подразделяются на законы и подзаконные акты.
Иной подход к понятию нормативного правового акта представляет коммуникативная теория права. Она отходит от традиционного понимания нормативного правового акта как акта гетерономного и включает в число таких актов и автономные нормативные правовые акты. Таким образом, нормативный правовой акт — результат правомерных действий субъектов, направленных на достижение определённых правовых последствий путём текстуального закрепления правовой информации в письменной форме.

## Законы и подзаконные акты
Закон — обладающий высшей юридической силой нормативный акт, принятый в особом порядке высшим представительным органом государственной власти или непосредственно народом и регулирующий наиболее важные общественные отношения. Особый порядок — законотворчество. По юридической силе и предназначению законы делятся на конституционные (закрепляют основы общественного и государственного строя и определяют основные правовые начала всего действующего законодательства) и обыкновенные или текущие (принимаются на основе конституционных законов и регулируют различные стороны жизни общества). Среди последних выделяют простые и кодифицированные. По характеру действия законы подразделяются на постоянные, временные и чрезвычайные. В Российской Федерации, как в любом федеративном государстве, действуют федеральные законы и законы субъектов. Действующие законы образуют систему законодательства. Высшая юридическая сила предполагает, что никакой иной правовой акт не должен противоречить закону, не может его ни отменить, ни изменить; но закон может отменить или изменить любой другой правовой акт. Содержание закона образует первичные нормы, которые в отдельных случаях получают дальнейшую конкретизацию и развитие в подзаконных актах.
Подзаконный правовой акт (нормативный) принимается органами государственной власти в пределах их компетенции и, как правило, на основании закона. Подзаконные акты должны соответствовать законам. К подзаконным актам России относятся нормативные акты (то есть указы, содержащие нормы права) Президента России, нормативные постановления палат Федерального Собрания (принимаемые по вопросам их ведения), нормативные постановления Правительства России, различные нормативные акты (приказы, инструкции, положения и т. п.) федеральных министерств и ведомств, других федеральных органов исполнительной власти, других федеральных государственных органов. Следует выделить также нормативные правовые акты органов местного самоуправления (именно поэтому подзаконный акт принимается не только государственными органами), издающиеся в соответствии с вышестоящими законами и подзаконными актами и воздействующие на общественные отношения строго на территории данного муниципального образования.

## Нормативные договоры
Источником права в России, а также и в большинстве стран мира, является нормативный договор. Самым распространённым видом нормативных договоров и соглашений являются коллективные договоры и соглашения, заключаемые сторонами социального партнёрства в трудовом праве.

## Нормативные правовые акты в Российской Федерации

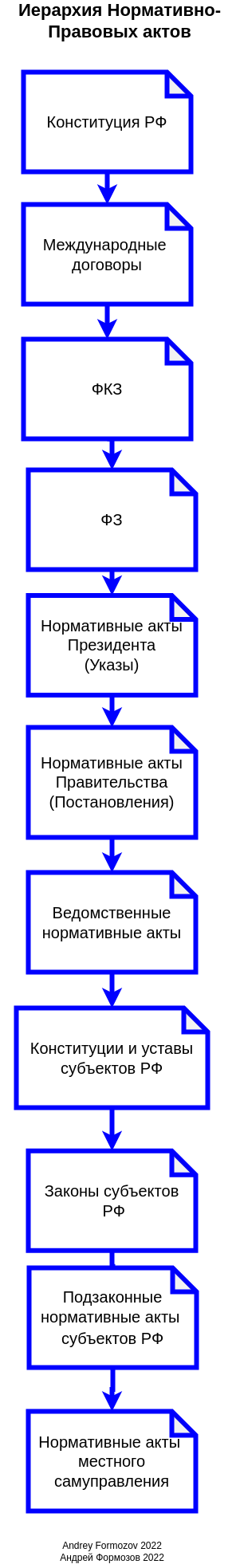
Иерархия Нормативно-Правовых актов в Российской Федерации

Поскольку Российская Федерация является федеративным государством, нормативные правовые акты могут быть федеральными (Российской Федерации) и субъектов Российской Федерации, также в пределах полномочий решения выборного органа муниципального образования.
В России установлена следующая иерархическая система нормативных правовых актов (в зависимости от их юридической силы):
- Конституция Российской Федерации.
- Международные договоры и соглашения России, а также общепризнанные принципы и нормы международного права, составляют особую группу, которая является составной частью правовой системы России. Международные договоры и соглашения России имеют бо́льшую юридическую силу, чем законы и подзаконные акты Российской Федерации[6].
- Федеральные законы:
  - Федеральные конституционные законы.
  - Федеральные законы (в том числе Кодексы).
- Федеральные подзаконные правовые акты:
  - Указы Президента Российской Федерации.
  - Постановления Правительства России.
  - Акты федеральных органов исполнительной власти (министерств, федеральных служб и агентств), а также акты иных федеральных органов власти Российской Федерации (Банк России, ЦИК России, Генеральная прокуратура Российской Федерации и т. д.).
- Конституции (уставы) субъектов федерации.
- Законы субъектов федерации.
- Подзаконные правовые акты субъектов федерации.

На уровне муниципального образования — решения муниципального образования.
Однако нормативные правовые акты субъектов Российской Федерации могут иметь высшую юридическую силу по отношению к законам Российской Федерации, если они были изданы вне пределов ведения Российской Федерации или совместного ведения Российской Федерации и субъектов Российской Федерации.
Нормы права, носителями которых являются Конституция России и Федеральные конституционные законы, имеют понятие Конституционно-правовых актов.
- в зависимости от содержания, то есть отраслевые (нормы права, объединённые общими чертами):
- гражданско-правовые
- уголовно-правовые
- административно-правовые
- комплексные (муниципальные, экологические)

При возникновении необходимости изменения правового регулирования вопросов, решённых в нормативных правовых актах бывших министерств, ведомств СССР, оформлять такое изменение следует путём принятия нового нормативного правового акта с указанием в нём, что отдельные положения либо весь акт бывших министерств, ведомств СССР на территории Российской Федерации не применяются.